# کوین فوگت
کوین فوگت (آلمانی: Kevin Vogt؛ زادهٔ ۲۳ سپتامبر ۱۹۹۱) بازیکن فوتبال اهل آلمان است.
از باشگاه‌هایی که در آن بازی کرده‌است می‌توان به بوخوم، آگسبورگ، کلن، هوفنهایم و وردر برمن اشاره کرد.
وی همچنین در تیم ملی فوتبال زیر ۲۱ سال آلمان بازی کرده است.